# Kungsholm (paquebot, 1953)
Ne doit pas être confondu avec MS Kungsholm.
Pour les articles homonymes, voir Europa.
Le Kungsholm est un paquebot construit en 1953 par les chantiers De Schelde de Flessingue pour la compagnie Swedish American Line. Il est lancé le 18 octobre 1952 et mis en service le 24 novembre 1953.

## Histoire
Le Kungsholm est un paquebot construit en 1953 par les chantiers De Schelde de Flessingue pour la compagnie Swedish American Line. Il est lancé le 18 octobre 1952 et mis en service le 24 novembre 1953 entre Göteborg et New York.
En octobre 1965, il est vendu à la Norddeutscher Lloyd qui le renomme Europa et le met en service entre Brême et New York.
En septembre 1970, il est transféré à la compagnie Hapag-Lloyd, mais seule sa livrée est changé, sa coque devenant blanche et ses cheminées orange. Dès l’année suivante, il est retiré du service transatlantique et consacré uniquement aux croisières.
En novembre 1981, il est vendu à la compagnie Costa Croisières qui le renomme Columbus C. Sa carrière pour cette compagnie est très courte puisqu’il heurte le brise-lames de Cadix le 29 juillet 1984 et se met à gîter sur tribord avant de couler à quai. Il est renfloué par la société Smit Tak, mais est considère comme trop endommagé pour être réparé et est détruit en 1985 à Barcelone.

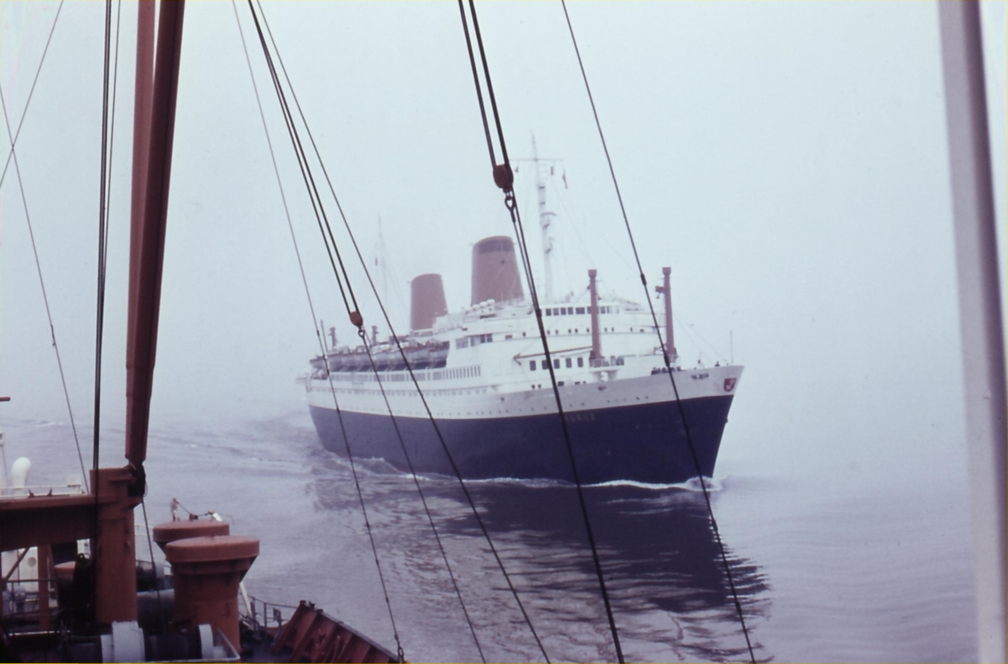
L’Europa sur la Weser en 1966.
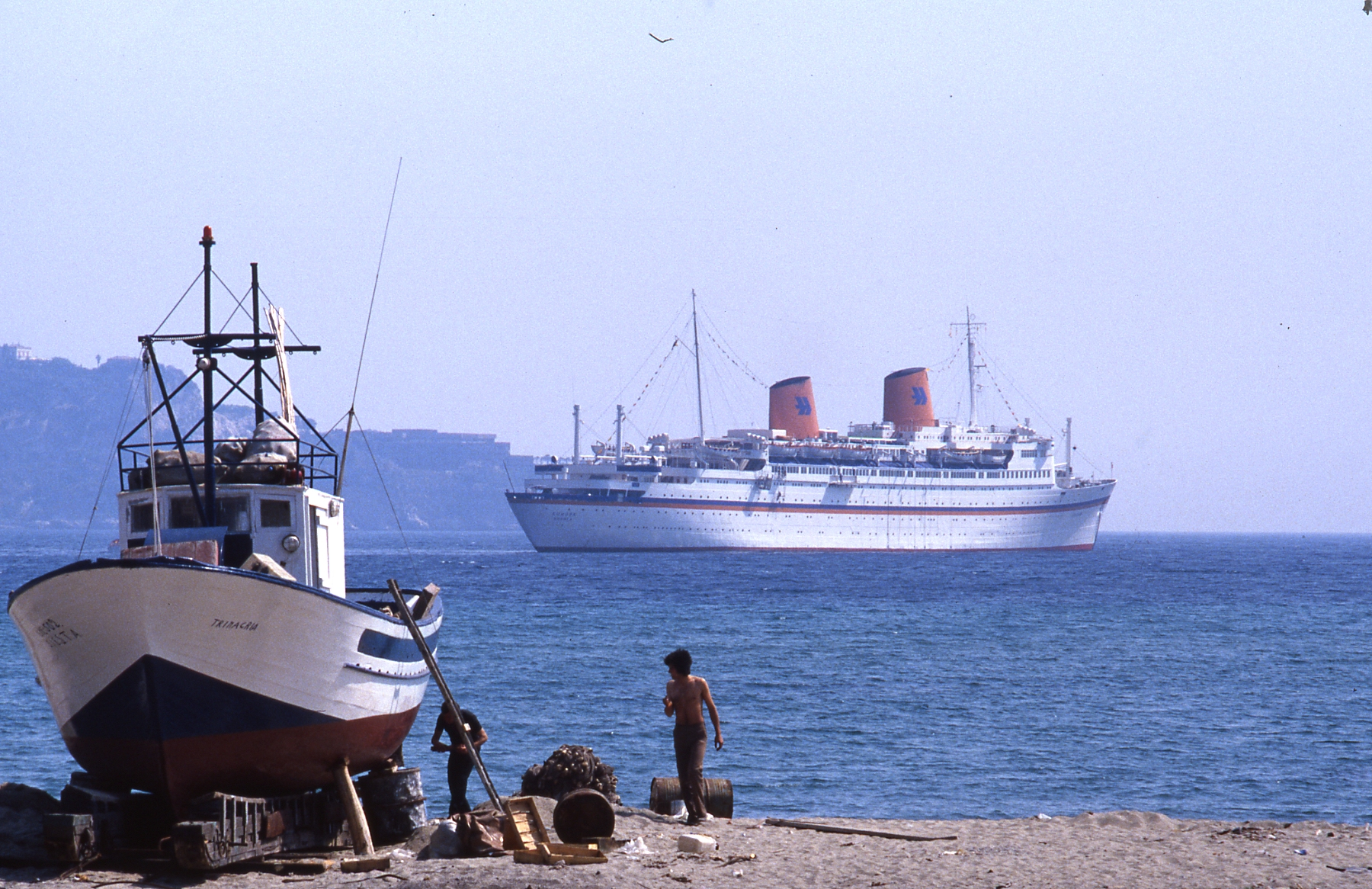
L’Europa à Taormine en 1979.
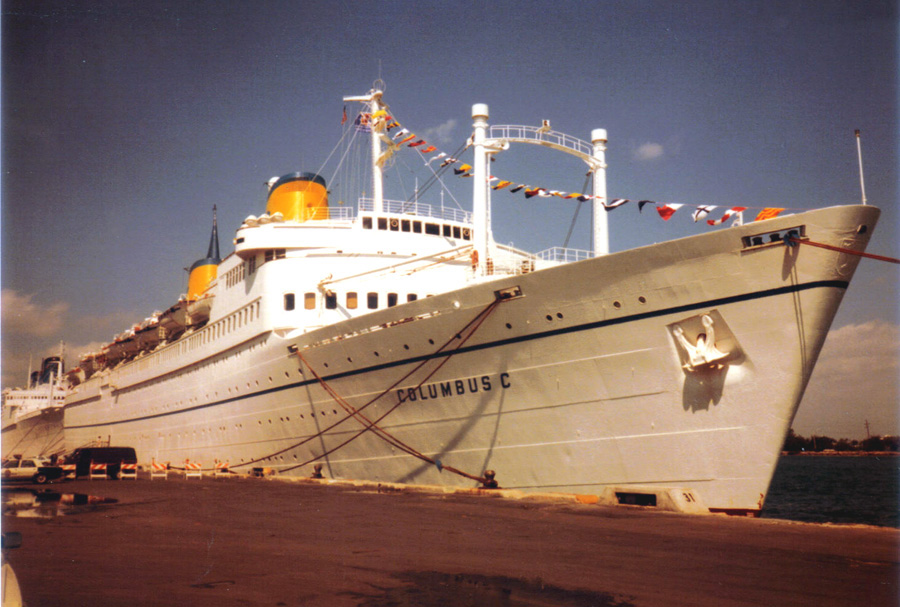
Le Columbus C à Miami en février 1984.